# Duratec HE (MI4)
De Duratec HE (MI4) is de productnaam voor een reeks 4 cilinder-lijn verbrandingsmotoren welke ontwikkeld zijn door Mazda onder de naam "MZR", en door Mazda, Ford en Volvo voor de automobielindustrie worden geproduceerd.
Binnen deze lijn zijn motoren met een cilinderinhoud van 1.8L, 2.0L en 2.3L opgenomen.

## 1.8L (110 CID; 1796 cc)
Boring 83.0 mm (3.3 inch) Slag 83.1 mm (3.3 inch).
Benaming per merk:
- Ford: Duratec HE 1.8L
- Mazda: MZR 1.8L (L8-DE)
- Volvo: 1.8L B4184S11
- Volvo: 1.8L flexi-fuel B4184S8

## 2.0L (122 CID; 1999 cc)
Boring 87.5 mm (3.44 inch) Slag 83.1 mm (3.27 inch).
Benaming per merk:
- Ford: Duratec HE 2.0L
- Mazda: MZR 2.0L (LF-DE, LF-VE, LF-VD)
- Volvo: 2.0L B4204S3
- Volvo: 2.0L Flexi-fuel B4204S4

## 2.3L (140 CID; 2261 cc)
Boring 87.5 mm (3.44 inch) Slag 94 mm (3.70 inch).
Benaming per merk:
- Ford: Duratec HE 2.3L
- Mazda: MZR 2.3L (L3-VE, L3-DE)
- Mazda: MZR 2.3L DISI Turbo (L3-VDT)